# Krasnoarmeiski (Temriuk, Krasnodar)
Krasnoarmeiski (del ruso: Красноармейский) es un posiólok del raión de Temriuk del krai de Krasnodar del sur de Rusia. Está situado en la orilla nororiental del estrecho de Kerch, sobre la península de Tamán y en la costa meridional del mar de Azov, 45 km al oeste de Temriuk y 169 km al oeste de Krasnodar, la capital del krai. Tenía 1 195 habitantes en 2010.
Pertenece al municipio Zaporózhskoye.

## Transporte
Al sur de la localidad pasa la carretera federal M25 Novorosíisk-Port Kavkaz (estrecho de Kerch) y el ferrocarril entre Krymsk, Anapa (donde se halla el aeropuerto más cercano) y el anterior puerto.